# Перки (Франция)
Перки́ (фр. Perquie) — коммуна на юго-западе Франции в департаменте Ланды (регион Аквитания).
По территории коммуны протекают два ручья — Гоб, который является правым притоком реки Миду, и Люсон, правый приток реки Мидуз. Эти реки относятся к водосбору реки Адур.
На территории коммуны Перки находятся следующие достопримечательности:
- Шато Равиньян
- Шато де Помье (фр. Château de Pomiès)
- Шато де Гоб (фр. Château de Gaube)
- Церковь Сен-Мартен-де-Гоб, внесённая в дополнительный список национальных исторических памятников в 2003 году.
- Церковь Сен-Пьер в Люсоне

Многие века в усадьбе Равиньян, расположенной на землях коммуны, живут представители династии де Лакруа де Равиньян.

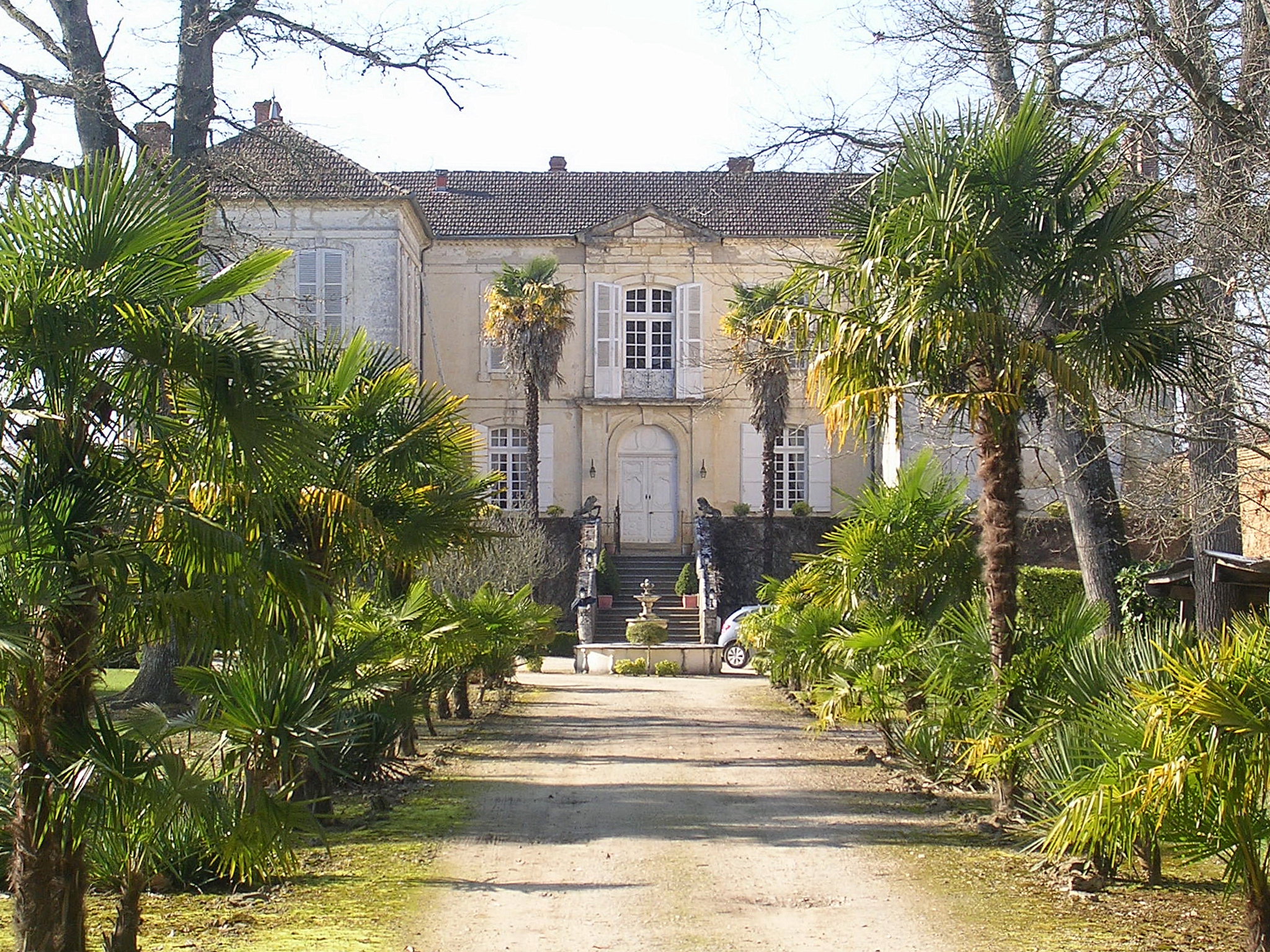
Шато де Гоб
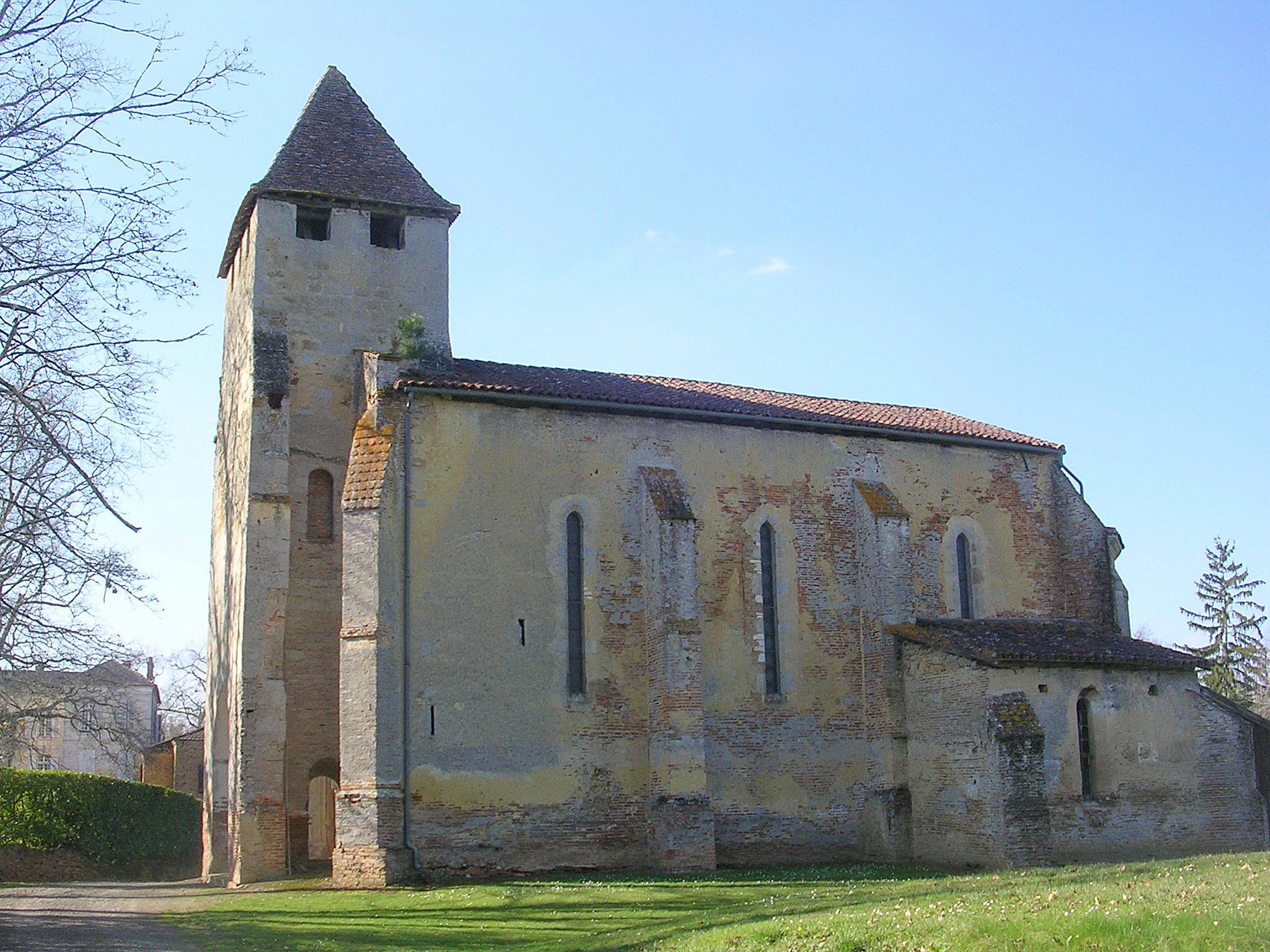
Церковь Сен-Мартен-де-Гоб